# میثاق کاظمی
میثاق کاظمی نویسنده، کارگردان و تهیه‌کننده افغان است. او در کابل متولد شد و در حال حاضر در ایالات متحده امریکا زندگی می کند. کاظمی تولید کننده فیلم ۱۶ روز در افغانستان و چند فیلم کوتاه مستند و داستانی است.